# Boeing CH-46 Sea Knight
Boeing Vertol CH-46 Sea Knight je americký středně těžký vrtulník s tandemovým uspořádáním nosných rotorů užívaný jako palubní transportní typ pro dopravu osob a nákladu. První prototyp stroje vzlétl 22. dubna 1958, sériově byl vyráběn v letech 1962–1971. V průběhu produkce docházelo k dalším modernizacím. Vrtulník byl poprvé bojově použit ve vietnamské válce, dále byl užit např. v Libanonu nebo při americké intervenci na Grenadu. V licenci byl vyráběn v japonské firmě Kawasaki.
CH-46 Sea Knight byl koncipován jako obojživelný vrtulník, jeho konstrukce mu umožňovala přistání jak na souši, tak na vodní hladině, a to bez nutnosti použití plovákového zařízení. Kromě přepravy osob a nákladu byly jeho dalšími úkoly např. detekce ponorek, vyhledávání min a spolupráce na záchranných operacích.

## Specifikace

### Technické údaje
- Posádka:: 4 osoby (pilot, kopilot, velitel, mechanik)
- Nosnost: 22 výsadkářů a 2 palubní střelci.
- Lékařská pomoc: 15 nosítek a dva ošetřující
- Náklad: 2270 kg
- Délka se sklopenými rotory: 13,9 m
- Délka s otáčejícími se rotory: 25,7 m
- Šířka s rotory: 15,54 m
- Výška: 5,09 m
- Průměr rotoru: 15,54 m
- Prázdná hmotnost: 5827 kg
- Maximální vzletová hmotnost: 10433 kg
- Pohonné jednotky: 2× turbohřídelový motor General Electric T58-16

### Výkony
- Výkon motoru: 1346 HP
- Nejvyšší rychlost: 270 km/h
- Cestovní rychlost: 248 km/h
- Dostup: 4265 m
- Počáteční stoupavost: 8,5 m/s
- Dolet s max. nákladem: 380 km